# Зарічанська Лідія Іванівна
Лідія Іванівна Зарічанська (17 квітня 1963, с. Михайлівка, Бершадського р-ну (нині Гайсинського), Вінницької обл. - 31.12.2018 с. Лісниче, Бершадського р-ну Вінницької обл.) - українська поетеса, письменниця, громадський кореспондент. З 2011 р. членкиня  Національної Спілки Журналістів України. У 2012 році Л. І. Зарічанська стала лауреатом премії імені Василя Думанського.

## Життєпис
Лідія Іванівна Зарічанська народилася 17 квітня 1963 року в селі Михайлівка, Бершадського району на Вінниччині в сім’ї колгоспників. У 1970 році вступила до Михайлівської середньої школи, яку закінчила у 1980 році. У цьому ж році вступила до Луцького культурно-освітнього училища, яке закінчила у 1982 році. Потім навчалася у Київському державному університеті культури і мистецтв України, який закінчила у 1989 році. Працювала завідуючою бібліотекою села Лісниче. Співпрацювала з Київським національним університетом імені Т. Г. Шевченка та Київським національним університетом культури і мистецтв. Працювала завідуючою бібліотекою с. Лісиче на Бершадщині. Друкувалася в періодичних виданнях "Сільські вісті", "Бершадський край", "Вінниччини", "Подолія", "Веселі вісті", "Край Кам’янець-Подільський" на Хмельниччині, "Нова доба" на Волині, "Уманська зоря" на Черкащині. Друкувалася у збірнику "Поезія, що задзвеніла в тиші". Вірші Л. Зарічанської покладені на музику самодіяльним композитором з села Джулинка - Малаховецьким Василем Лазаровичем. Співпрацювала з Київським національним університетом ім. Т.Г. Шевченко та Київським національним університетом культури і мистецтва.
В 2011 р. Ліду Іванівну прийняли в Національну Спілку Журналістів України. У 2012 році Л. І. Зарічанська стала лауреатом премії імені Василя Думанського.
31.12.2018 за трагічних обставин передчасно обірвалося життя Зарічанської Лідії Іванівни